# (8873) 1992 UM2
A (8873) 1992 UM2 a Naprendszer kisbolygóövében található aszteroida. Y. Mizuno és T. Furuta fedezte fel 1992. október 21-én.